# Joint spécial
 (décembre 2020).
Si vous disposez d'ouvrages ou d'articles de référence ou si vous connaissez des sites web de qualité traitant du thème abordé ici, merci de compléter l'article en donnant les références utiles à sa vérifiabilité et en les liant à la section « Notes et références ».
Un joint spécial est un joint à la fois commun et peu connu, utilisé pour des applications très diverses.

## Joint gonflable
Le joint gonflable a été créé pour isoler de façon efficace deux milieux différents de par leurs contenus et/ou leurs dimensions, soumis ou non à des contraintes mécaniques.

### Problèmes à résoudre
Les problèmes à résoudre qui ont justifié la création d’un joint capable de faire l’étanchéité entre deux milieux où les joints traditionnels ne pouvaient être efficaces sont :
- la dimension des éléments à isoler ;
- les ambiances interne et externe (poussière, gaz, liquide, impureté, pression) ;
- les contraintes sur les deux éléments à joindre ;
- la rapidité de mise en fonction ;
- la simplicité technique.

### Principe
Le principe est théoriquement le plus simple : l’espace entre deux éléments à isoler est comblé par un corps creux et élastique qui augmente de volume sous l’effet de la pression de l’air. C’est le principe de la chambre à air.
Les joints gonflables sont des corps creux dont le profil, le développement, la matière et la section sont adaptés à chaque besoin (joint à grand développement, plat et extra-plat).
La face d’appui du joint est, dans la majorité des cas, munies de stries qui se déforment sous l’action de la pression et assure un meilleur contact avec la face du second élément.
La matière élastomère est appropriée aux conditions de service et peut être renforcée par un textile qui protège le joint du déchirement et de l’éclatement.
Le profil du joint est étudié pour qu’au repos, il reprenne sa forme initiale.

### Applications
- Aéronautique : 
  - la verrière du cockpit d’un avion (jet) est munie d’un joint gonflable qui assure le blocage de celui-ci sur la carlingue, isole l’habitacle de l’atmosphère extérieure (différence de pression atmosphérique) et maintien de la climatisation ;
  - sur les avions de ligne, les portes sont maintenues en position fermée et étanche par un joint qui assure aussi et surtout la pressurisation à l’intérieur de la carlingue.
- Aérospatiale : le montage des différents éléments d’une fusée sur l’aire de lancement ne peut se faire que dans une enceinte hermétique qui l’isole de l’atmosphère extérieure. Par exemple, les portes du hangar de la fusée Ariane à Kourou, qui mesurent 47 mètres de haut, sont rendues étanches par un joint gonflable.
- Marine :
  - sur les pétroliers, les portes de dégazage sont munies de joints isolant le navire des gaz hautement inflammables ;
  - étanchéité des sas et des écoutilles situées sur les flancs ou le pont d’un navire (porte-avions, liner, ferry, etc.).
- Laboratoire :
  - porte étanche assurant l’isolation du confinement des laboratoires et salles stériles où sont traitées des matières dangereuses (radioactives, microbiennes, ...). Voir aussi Salle blanche ;
  - fermeture des conteneurs et cuves de produits nocifs.
- Train : les portes du train TGV sont munies de joints gonflables qui assurent la fermeture et l’isolation.
- Bâtiment (terrestre ou non) : dans certains cas, la porte coupe-feu est également munie de joints gonflables ignifugés.

## Joint aimanté
Le joint aimanté a une double action : isoler deux milieux différents l’un de l’autre et maintenir solidaire deux éléments. C’est le cas, bien connu, de la porte du réfrigérateur, du congélateur ou les portes d’une cabine de douche.
Le principe très simple est basé sur un profil du type chambre à air, comme pour le joint gonflable, avec un aimant permanent en guise d’air.

## Soufflet

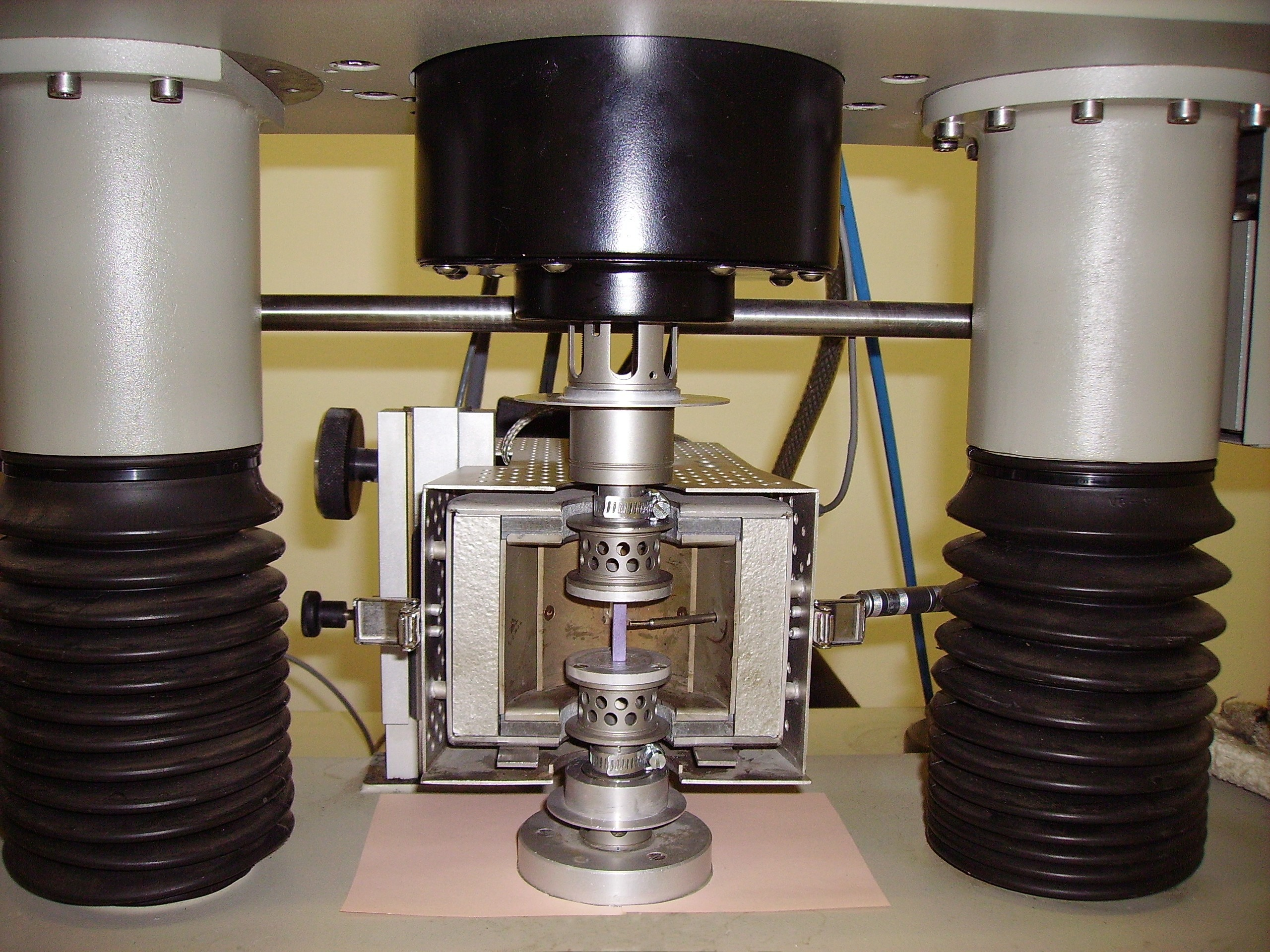
Appareil dont les vérins sont protégés par un soufflet

De forme toujours identique avec parois en accordéon, le soufflet est un dispositif d’étanchéité des plus disparates de par sa forme, ses dimensions et ses applications :
- soufflet entre deux rames de train, d’autobus ou de tramways ;
- soufflet d’un appareil photo ;
- soufflet de protection d’organes mécaniques (tige d’amortisseur, cardans, tige de vérin, etc.) contre essentiellement la poussière.